# Phyto brevipila
Phyto brevipila är en tvåvingeart som beskrevs av Herting 1961. Phyto brevipila ingår i släktet Phyto och familjen gråsuggeflugor. Inga underarter finns listade i Catalogue of Life.